# Kiszsidány
Kiszsidány je obec v župě Vas v Maďarsku. Žije zde 89 obyvatel.

## Geografie

### Sousední obce
| Růžice kompasu |               | Peresznye  |         | Růžice kompasu |
| Růžice kompasu | Horvátzsidány | Sever      | Csepreg | Růžice kompasu |
| Růžice kompasu | Horvátzsidány | Kiszsidány | Csepreg | Růžice kompasu |
| Růžice kompasu | Horvátzsidány | Jih        | Csepreg | Růžice kompasu |
| Růžice kompasu | Kőszeg        | Kőszegpaty | Tömörd  | Růžice kompasu |